# حق تنبلی

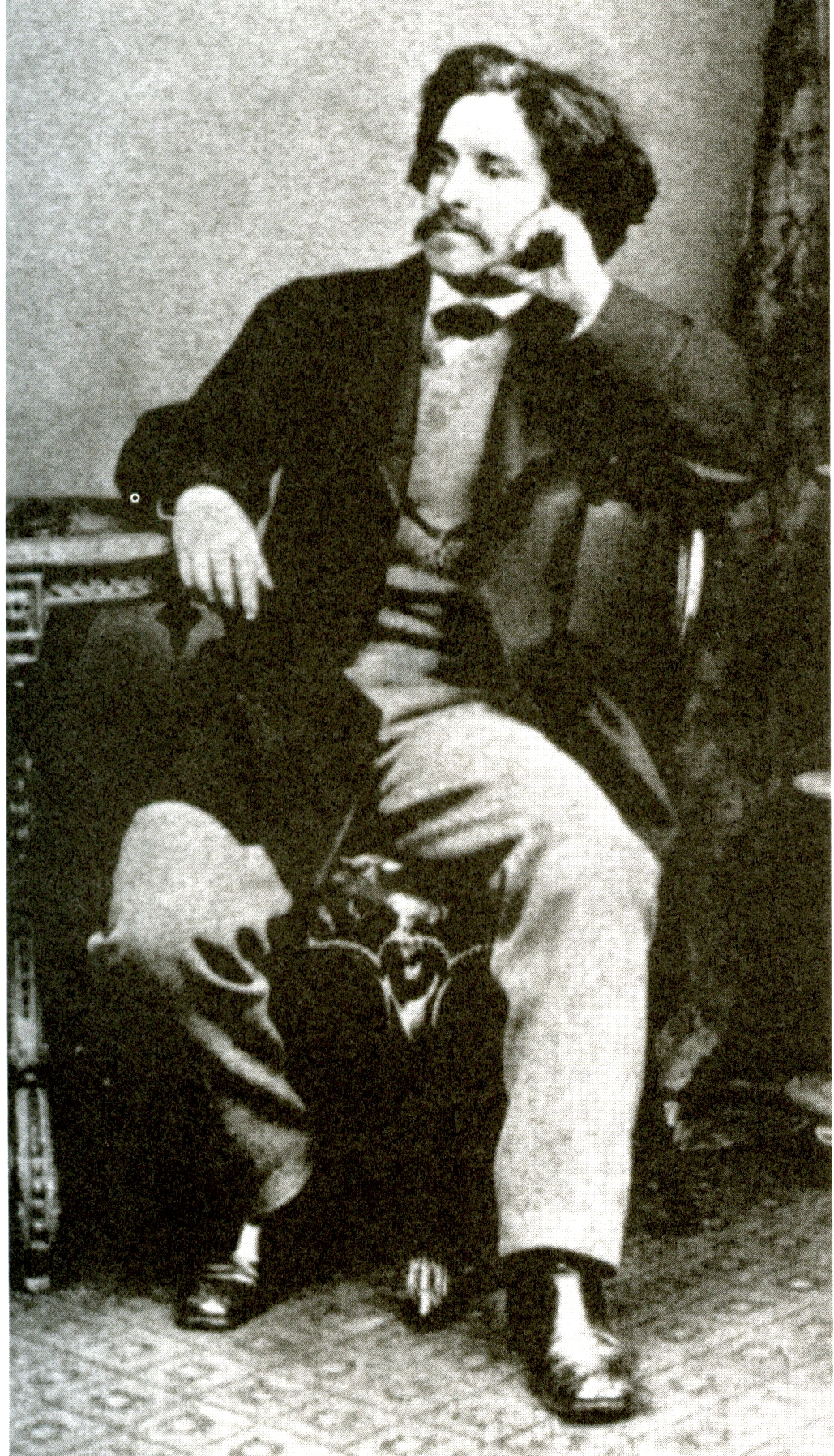
لافارگ حق تنبلی را اعلام کرد.

حق تنبلی (به انگلیسی: The Right To Be Lazy) و (به فرانسوی: Le Droit à la paresse) کتابی از پل لافارگ (۱۵ ژانویه ۱۸۴۲–۲۶ نوامبر ۱۹۱۱) نویسنده و فعال سیاسی سوسیالیست فرانسوی، نظریه‌پرداز مارکسیست، از بنیانگذاران حزب کارگران (فرانسه) و از اعضای کمون پاریس است که در سال ۱۸۸۳ منتشر شد. لافارگ، یکی از مشهورترین سوسیالیست تمام دوران، به شدت با مبارزه جنبش کارگری برای گسترش کار مزدی، به جای لغو یا حداقل تحدید یا تقلیل آن، مخالف است. از نظر لافارگ، کار مزدی معادل برده‌داری است و مبارزه به عنوان یک جنبش کارگری برای گسترش بردگی مضحک است.

## معرفی کتاب
پس از نقل قول اولیه از لسینگ «در هر چیزی تنبل باشیم، جز در دوست داشتن و نوشیدن، جز در تنبلی». در مقدمه معروف کتاب آمده‌است: «توهم عجیبی بر طبقات کارگر ملت‌هایی که تمدن سرمایه‌داری بر آن حاکم است، دامن می‌زند. این هذیان، مصیبت‌های فردی و اجتماعی را که برای دو قرن بشریت غمگین را به ستوه آورده‌است، به درون خود می‌کشاند. این توهم عشق به کار است، اشتیاق شدید به کار، که حتی تا پایان نیروی حیاتی فرد و فرزندانش رانده شده‌است. کاهنان، اقتصاددانان و اخلاق گرایان به جای مخالفت با این انحراف ذهنی، هاله ای مقدس بر کار افکنده‌اند.»

## محتوا
به گفته لافارگ، این دیوانگی محض است که مردم برای «حق» هشت ساعت کار در روز می‌جنگند. به عبارت دیگر، هشت ساعت بندگی، استثمار و رنج، زمانی که فراغت، شادی و خودسازی است که باید برای آن مبارزه کرد - و تا آنجا که ممکن است کمترین ساعت بردگی.
اتوماسیون که در زمان لافارگ راه زیادی را طی کرده بود، به راحتی می‌توانست ساعات کاری را به سه یا چهار ساعت در روز کاهش دهد. این بخش زیادی از روز را برای کارهایی که واقعاً می‌خواهیم انجام دهیم باقی می‌ماند - وقت گذرانی با دوستان، استراحت، لذت بردن از زندگی، تنبلی.
لافارگ استدلال می‌کند ماشین ناجی بشریت است ولی تنها در صورتی که زمان کاری که آزاد می‌کند به اوقات فراغت تبدیل شود. می‌تواند باشد، باید باشد ولی به ندرت بوده‌است. زمانی که آزاد می‌شود معمولاً به ساعت‌های بیشتر کار، ساعت‌های بیشتر زحمت و مشقت تبدیل می‌شود. ساعات کار زیاد در روز اغلب تحقیرآمیز است در حالی که ساعات کاری بسیار کم می‌تواند بسیار شاداب و غنی باشد و منجر به پیشرفت عمومی، سلامتی، شادی و رضایت شود. او همچنین مخالف حقوق بشر است و در عوض حق تنبلی را ترجیح می‌دهد.

## داماد مارکس
پل لافارگ با لورا مارکس، دختر دوم کارل مارکس ازدواج کرد. این زوج با هم در سال ۱۹۱۱ در پاریس با سم خودکشی کردند.